# Francilla Agar
Francilla Agar (* 14. Januar 1975 in Saint David), verheiratete Francilla Schofield, ist eine dominicanische Schwimmerin, welche sich auf das Freistilschwimmen spezialisiert hat. Sie nahm für Dominica 2000 an den Olympischen Sommerspielen teil.

## Karriere
Vom Dominica Olympic Committee wurde sie für die Olympischen Sommerspiele 2000 in Sydney nominiert, wo sie im Freistilschwimmen über die 50 Meter an den Start ging. In ihren Vorlauf belegte sie den achten Platz und schied damit aus dem Wettbewerb aus.

## Familie
Ihr Bruder Steve Agar nahm ebenfalls an Olympischen Sommerspielen teil. Er nahm an den Olympischen Sommerspielen 1996 in Atlanta teil und startete im 1500-Meter-Lauf.